# 波多野秀尚
波多野 秀尚（はたの ひでなお、? - 天正7年6月8日（1579年7月1日））は、戦国時代から安土桃山時代にかけての武将。波多野元秀の次男。諱は「秀直」とも書く。

## 概要
永禄11年（1568年）に織田信長が上洛すると、波多野氏は一旦信長に従うも、天正4年(1576年）1月に離反する。
秀尚は、天正6年（1578年）3月より兄・秀治とともに八上城に籠城し、織田氏の家臣・明智光秀の軍勢と戦った。八上城を包囲する小畠常好らに宛てられた明智光秀書状は、「波多野兄弟」を逃がさぬよう持ち場を厳守することを命じる内容だが、この波多野兄弟は秀治と秀尚であると推定されている。
1年以上に及ぶ攻いの末、天正7年（1579年）6月1日、八上城は落城した。秀尚は秀治とともに安土に送られ、磔刑に処せられた。辞世は「おほけなき 空の恵みも 尽きしかど いかで忘れん 仇し人をば」。